# Steinberger L
Die Steinberger L-Series mit den beiden Modellen Steinberger L1 und Steinberger L2 ist ein im Jahr 1979 vorgestellter E-Bass-Typ des US-amerikanischen Musikinstrumentenherstellers Steinberger Sound Corporation. Beide Modelle zählen zu den Instrumenten mit aktiver Elektronik. Die Steinberger L-Series hat mehrere bei der Markteinführung als radikal eingestufte neue Eigenschaften. Dazu zählen die Herstellung von Korpus und Hals in einem Stück aus kohlenstofffaserverstärktem Kunststoff-Laminat, die minimalistische, annähernd rechteckige Korpusform sowie das Fehlen einer Kopfplatte. Der Saitenhalter befindet sich am oberen Ende des Instrumentenhalses, die Stimmmechaniken des Instruments sind am Korpusfuß untergebracht; eine Bauform, die in den 1980er-Jahren von anderen Herstellern häufig kopiert wurde. Der Steinberger L wurde bis 1984 produziert und erhielt mehrere Design-Auszeichnungen. Das 1984 vorgestellte Nachfolgemodell der L-Series trägt die Bezeichnung Steinberger XL2.

## Konstruktionsform und Gestaltung

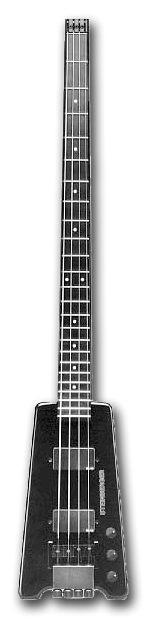
Steinberger L2

Der Steinberger L war der erste in einer Reihe von kopflosen (englisch: headless) E-Bass- und E-Gitarren-Modellen verschiedener Hersteller. Bei dieser Konstruktionsform haben die Instrumente keine Kopfplatte, stattdessen befindet sich der Saitenhalter für die „unteren“ Enden der Saiten am oberen Ende des Halses. Die Stimmmechaniken sind hinter dem Steg am Korpusfuß untergebracht. Aus Platzgründen haben die Stimmwirbel der L-Bässe keine Flügelschrauben-ähnlichen Köpfe, sondern zylindrisch geformte Schraubknöpfe. Die Saiten von Gitarren dieser Bauart werden anders als bei der herkömmlichen Bauform nicht mit der Greifhand, sondern mit der Anschlaghand gestimmt (bei Rechtshändern die rechte, bei Linkshändern die linke Hand).
Korpus und Hals von Steinberger L1 und L2 sind aus einem Laminat aus Kohlenstofffasern und Kunstharz gepresst; aus Gründen der Gewichtsersparnis und dank der hohen Stabilität und Steifigkeit des Materials ist das Innere des ganzen Instrumentes hohl. Auf den bei Zupfinstrumenten traditionellen Werkstoff Holz wurde vollständig verzichtet. Der Korpus ist auf ein Minimum reduziert und hat im Umriss eine viereckige Form mit leicht abgerundeten Ecken, was den Instrumenten ironische Beinamen wie „Zahnbürste“ und „Paddel“ einbrachte. Auf der Korpusrückseite hat der Steinberger L2 eine drehbar angeschraubte nierenförmige Platte (auch als „Schwenkhebel“ bezeichnet). Die Platte dient der Befestigung der beiden Enden eines Tragegurtes („Gitarrengurt“) und ermöglicht durch ihre Beweglichkeit eine komfortable Positionierung des umgehängten Instruments. Ebenfalls auf der Rückseite des Korpus befindet sich die Klinkenbuchse zum Einstecken eines Gitarrenkabels. An der unteren Schmalseite des Korpus („Zarge“) kann bei frühen Exemplaren des Steinberger L für das bequeme Spielen des Instruments im Sitzen eine separate Haltestütze angebracht werden; später hergestellte Instrumente haben an der gleichen Stelle eine fest montierte Stütze zum Ausklappen.
Die elektronische Ausstattung besteht aus einem (Modell L1) oder zwei (L2) niederohmigen (mit niedriger Impedanz) elektromagnetischen Tonabnehmern der Marke EMG sowie zwei (L1) oder drei Reglern (L2) für Lautstärke und Klang des elektrisch verstärkten Tons. Die Tonabnehmer haben integrierte Vorverstärker, um ein möglichst breites Frequenzspektrum der Saitenschwingungen wiedergeben zu können (aktive Elektronik). Die Elektronik wird über eine 9-Volt-Blockbatterie mit Spannung versorgt, die in einem Fach im Instrumentenkorpus angeschlossen wird.
Die Steinberger-L-E-Bässe haben einen sehr klaren „High Fidelity“-Klang mit hohem Brillanz- und Höhen-Anteil. Die Ursache für diesen Klang liegt in der Härte der verwendeten Mischung aus Epoxydharz/Graphit in Kombination mit der aktiven Elektronik der Instrumente. Dieser „saubere“ Ton fand nicht nur Zustimmung: Manche Kritiker bezeichneten ihn als „charakterlos“. Ein weiterer Effekt der Materialhärte ist eine besonders lange Ausschwingdauer der angespielten Saiten (engl.: Sustain).

## Design-Auszeichnungen
- 1981: Industrial Designers Excellence Award (Industrial Designers Society of America/IDSA)
- 1981: Five Best Designs of 1981 (Time Magazine)
- 1982: Reinforced Plastics/Composite Award (Society of The Plastics Industry Inc.)